# Hotel Residencia Miami
El Hotel Miami en Torremolinos, edificio construido entre los años 1948-1960, es considerado como uno de los grandes pioneros del fenómeno turístico.

## Descripción
Su peculiar estructura, lo erigen en el más claro ejemplo del estilo del relax en su vertiente más independiente y excéntrica.  En la fachada, portada en sillares con arco gótico y un rosetón de inspiración islámica.  En el patio, arcada de medio punto con solería de mosaicos de influencia greco-romana y piscina arriñonada rodeada de un jardín tropical con las más variopintas especies florales.  Enrejados, celosías, vidrieras, típico sabor andaluz.
La decoración interior corrió a cargo del célebre pintor, primo de Picasso, Manuel Blasco, su estudiada mescolanza de materiales y objetos diversos, crean un conjunto surrealista con un toque daliniano de características extraordinarias.

## Historia
A comienzos del año 48, la bailaora, reina de la comunidad gitana del Sacromonte en Granada, Lola Medina, cansada del ajetreo de la vida de artista, decide construir, en ese tranquilo pueblo de pescadores, que era entonces, Torremolinos, su residencia veraniega.  Para ello, cuenta con la inestimable ayuda de su gran amigo y pintor, Manolo Blasco, el cual se vuelca desde el principio en el proyecto, construyendo una pequeña villa de estilo andaluz-morisco, con un gran salón, donde su amiga pudiera recordar sus raíces y hacer lo que más le gustaba: bailar flamenco.
Muy conocida y querida en Andalucía y en España, la artista empieza a tener grandes problemas financieros. Ahogada por las deudas, decide desprenderse de la casa y la vende a otra andaluza y amiga, Mercedes Gómez Delgado, la cual, al principio del franquismo, se había visto obligada a emigrar a Francia con toda su familia. Aquí se casaba con un italiano, junto al cual había regentado un hotel en Deauville y otro en París.  Aunque soñaba con volver a su país de origen, no pudo hacer realidad su sueño hasta que, unos años más tarde, se reencontró con Lola Medina y adquirió la propiedad.
Fue entonces cuando Mercedes se rodea de grandes personalidades de la vida pública malagueña, que la ayudan en su intento de hacer de Torremolinos una ciudad balnearia reconocida, y decide ampliar la casa de Lola Medina y convertirla en hotel, preservando su estilo único puramente andaluz. En 1957, abre sus puertas el Hotel R. Miami, con cuyo nombre se quiso representar el progreso y el fin de la era franquista. Fue el primer hotel que se abrió en La Carihuela, incluso antes que el hotel Pez Espada, del que tan sólo distan 500 metros. En todos los pisos se pueden encontrar numerosas vidrieras, de las cuales cabe destacar la ventana que se encuentra en la actual recepción del hotel que sirvió, hasta 2006, de comedor de los propietarios (desde Lola Medina a los actuales.)
- Datos: Q5903449